# أحمد أمين المدني
أحمد أمين المدني (1931 - 1996) شاعر إماراتي. ولد في دبي. درس في جامعة بغداد وتخرّج بها مجازًا في الشريعة والقانون المقارن والعلوم العربية عام 1958. حصل على الدكتوراه في الفلسفة الإسلامية من جامعة كمبردج في بريطانيا، ثم التحق بجامعة السوربون في باريس، ودرس اللغة الفرنسية والحضارة. عمل مدرّسًا في بغداد وإمارة الشارقة، ثم مذيعًا ومحررًّا ومقدمًا للبرامج في إذاعة صوت الساحل بالشارقة، وأمينًا للمكتبة العامة التابعة لبلدية إمارة دبي. استقال من الوظيفة وتفرّغ لأعماله الفكريّة عام 1978. توفي في مسقط رأسه. يعد من الشعراء الرواد في الخليج.

## سيرته
ولد أحمد أمين المدني سنة 1350 هـ/ 1931 م في دبي. أكمل دراسته الأولية والثانوية ببغداد، وتخرج بكلية الشريعة والعلوم العربية بها، ثم عمل مدرّسًا في بعض ثانوياتها.

عاد إلى بلده وعزم على العمل بالتدريس في البحرين، فسافر إليها ولكنه غيّر رأيه فتركها إلى بريطانيا. التحق بجامعة أدنبرة، وانتقل إلى جامعة كمبردج فصحل منها على درجة الدكتوراه في الأدب، ولما رجع إلى وطنه، درّس الإنكليزية وعمل بإذاعة صوت الساحل في الشارقة، ثم عيّن أمين المكتبة العامة بدبي ثم بوزارة الدفاع مديرًا للأمانة العامة ومترجمًا. وانقطع أخيرًا في بيته للأدب والشعر حتى توفي سنة 1416 هـ/ 1996 م.

## مؤلفاته
من دواوينه الشعرية:
- حصاد السنين، 1968
- أشرعة وأمواج، 1973
- عاش لأنفاس الريّاحين، 1990

وله في الدراسات الفكرية:
- التركيب الاجتماعي الديني
- الشعر الشعبي في الإمارات
- دراسة في الأدب الأندلسي